# Loxley, Alabama
Loxley là một thị trấn thuộc quận Baldwin, tiểu bang Alabama, Hoa Kỳ. Dân số năm 2009 là 1998 người, mật độ đạt 24 người/km².